# Cardioglossa inornata
Cardioglossa inornata es una especie de anfibio anuro de la familia Arthroleptidae.

## Distribución geográfica
Esta especie es endémica de Kivu del Sur en Congo-Kinshasa. Se encuentra en el Alto Lubitshako entre los 1900 y 2000 m sobre el nivel del mar.

## Publicación original
- Laurent, 1952: Reptiles et batraciens nouveaux du massif du mont Kabobo et du plateau des Marungu. Revue de Zoologie et de Botanique Africaines, vol. 46, p. 18-34.[3]